# 강준현
강준현(康準鉉, 1964년 8월 19일~)은 대한민국의 정치인이며, 제21·22대 국회의원이다.
충청남도 연기군 출생이다. 세종특별자치시 정무부시장을 지냈으며 세종특별자치시 을 국회의원이다.

## 학력
- 1971~1977: 연기 금남국민학교 졸업
- 1977~1980: 금호중학교 졸업
- 1980~1983: 남대전고등학교 졸업
- 1984~1990: 충남대학교 건축공학 학사
- 1990~1993: 충남대학교 대학원 건축계획 석사

## 경력
- 2004년 12월~2007년 12월: 대전경제정의실천시민연합 후원이사
- 2008년 8월~2008년 12월: 건양대학교 외래교수
- 2011년 5월~2015년 6월: 민주평화통일자문회의 자문위원
- 2012년 11월~2012년 12월: 제18대 대통령 선거 민주통합당 문재인 대통령 후보 세종특별자치시당 선거대책위원회 시민캠프 공동위원장
- 2013년 1월~2020년 5월: 충남대학교 총동창회 운영부회장
- 2013년 4월~2014년 4월: 세종특별자치시 참여자치시민연대 공동대표
- 2014년 5월~2014년 6월: 제6회 전국동시지방선거 새정치민주연합 이춘희 세종특별자치시장 후보 선거대책위원회 상임선거대책위원장
- 2014년 7월~2016년 3월: 새정치민주연합→더불어민주당 세종특별자치시당 상임부위원장
- 2015년 2월~2016년 12월: 세종특별자치시 인재육성재단 상임이사
- 2015년 4월~2016년 4월: 새정치민주연합→더불어민주당 중앙당 부대변인
- 2017년 1월~2018년 7월: 제3대 세종특별자치시 정무부시장
- 2018년 9월~2019년 9월: 행정안전부 정책자문위원회 지방자치분권분과위원
- 2018년 9월~2020년 5월: 충남대학교 건축공학과 특임교수
- 2018년 9월~2020년 8월: 더불어민주당 세종특별자치시당 부위원장
- 2020년 4월 15일: 대한민국 제21대 국회의원 선거 당선(세종특별자치시 을, 더불어민주당, 초선)
- 2020년 5월~: 더불어민주당 세종특별자치시당 세종특별자치시 을 지역위원회 위원장
- 2020년 8월~2022년 8월: 더불어민주당 세종특별자치시당 위원장
- 2021년 1월~: 더불어민주당 지방소멸TF위원
- 2021년 1월~: 더불어민주당 지역균형뉴딜분과위원
- 2021년 1월~: 더불어민주당 국가균형발전특별위원회 세종추진본부 본부장
- 2021년 4월~2022년 3월: 더불어민주당 원내부대표
- 2022년 9월~2024년 10월: 더불어민주당 국민응답센터장
- 2022년 10월~2024년 8월: 더불어민주당 정책위원회 상임부의장
- 2023년 10월~2024년 5월: 더불어민주당 원내부대표
- 2024년 4월 10일: 대한민국 제22대 국회의원 선거 당선(세종특별자치시 을, 더불어민주당, 재선)
- 2024년 7월~: 더불어민주당 정책위원회 정무 정책조정위원회 위원장
- 2024년 8월~: 더불어민주당 세종특별자치시당 위원장
- 2024년 9월~: 우원식 국회의장 직속 국회세종의사당건립위원회 위원

### 의정 활동
- 2020년 5월 30일~2024년 5월 29일: 제21대 국회의원(세종특별자치시 을, 더불어민주당, 초선)
  - 2020년 6월~2022년 5월: 제21대 국회 전반기 국토교통위원회 위원
  - 2020년 7월~2024년 5월: 국회 문화유산회복포럼 구성의원
  - 2021년 4월~2022년 4월: 제21대 국회 전반기 국회운영위원회 위원
  - 2021년 7월~2022년 5월: 제21대 국회 전반기 예산결산특별위원회 위원
  - 2022년 7월~2024년 5월: 제21대 국회 후반기 기획재정위원회 위원
  - 2023년 10월~2024년 5월: 제21대 국회 후반기 국회운영위원회 위원
- 2024년 5월 30일~: 제22대 국회의원(세종특별자치시 을, 더불어민주당, 재선)
  - 2024년 6월~: 제22대 국회 전반기 정무위원회 간사

## 전과
- 공직선거및선거부정방지법위반: 벌금 3,000,000원 - 1999년 5월 28일 선고[1]

## 역대 선거 결과
|  | 57.96% |

|  | 56.19% |

## 소속 정당
| 소속 정당 | 소속 정당      | 소속 기간 | 비고      |
| --------- | -------------- | --------- | --------- |
|           | 민주통합당     | 2012~2013 | 정계 입문 |
|           | 민주당         | 2013~2014 | 당명 변경 |
|           | 새정치민주연합 | 2014~2015 | 합당      |
|           | 더불어민주당   | 2015~2017 | 당명 변경 |
|           | 무소속         | 2017~2018 | 탈당      |
|           | 더불어민주당   | 2018~현재 | 복당      |

## 같이 보기
- 세종특별자치시 을
- 세종특별자치시의 국회의원
- 세종특별자치시 부시장